# Gert Landin
Gert Arne Landin, född 15 mars 1926 i Kungsholms församling, Stockholm (växte upp i Västerås), död 1 februari 2003 i Kungsängen, Upplands-Bro, var en svensk radio- och TV-journalist och programpresentatör.
Landin gjorde sig känd som en av rösterna på piratstationen Radio Nord 1961–1962. Närmast kom han då från Hökerbergs bokförlag. Han hade dessförinnan under en tid arbetat hos Bildjournalen och även varit chefredaktör för tidskriften All världens berättare. I radio debuterade han redan som 20-åring på Radiotjänst i ungdomsprogrammet Fönstret. Från 1950 och fem år framåt hade han huvudansvaret för BBC:s svenska sektion för utlandsradion.
Landin introducerade och kläckte idén till Radio Nords program De tio, med viss hjälp från några grammofonbutiker som kom med förslaget. Programmet, som sändes varje söndagsförmiddag, kopierades snart av Sveriges Radio, där det ännu finns kvar med namnet Svensktoppen.  
Efter Radio Nords upphörande i slutet av juni 1962 anlitades han i olika periodvisa uppdrag som frilansare på Sveriges Radio. Ett tag var han nyhetsankare i Aktuellt i TV. I radio var han programledare för bland annat Svensktoppen, Det ska vi fira och Ring så spelar vi, och flera gånger för Sommar. Han skapade programserien Rösten i radio, där han gav koncentrerade personporträtt av olika kulturpersonligheter.
Gert Landin gifte sig den 22 mars 1975 med Britta, född 26 maj 1938 i S:t Görans församling, Stockholm.